# Embaixada da Rússia em Washington, D.C.
A Embaixada da Rússia em Washington, D.C. é a missão diplomática russa nos Estados Unidos. O atual embaixador é Anatoly Antonov.